# Зец Петар (филм)
Зец Петар (енгл. Peter Rabbit) америчка и аустралијска је 3Д играна/рачунарски-анимирана филмска комедија из 2018. године базирана на причи о зецу Петру, од Беатрикс Потер. Режисер, сценариста и продуцент је Вил Глук, а главне улоге у филму тумачили су Џејмс Корден, Марго Роби, Роуз Берн, Донал Глисон, Сем Нил, Дејзи Ридли и Елизабет Дебицки.
Синхронизацију на српском језику радили су Стефан Бундало, Теодора Ристовски, Ива Стефановић, Милица Јанкетић, Александар Радојичић, Тамара Алексић, Дејан Дедић, Драган Вујић, Мирољуб Турајлија, Слободан Тешић, Лако Николић и Милан Антонић.
Премијерно је емитован 9. фебруара 2018. године, у Сједињеним Америчким Државама и Аустралији, а у Србији 29. марта 2018. Филм прати зеца Петра и његову целу породицу који заузимају фарму господина Грегора, уништавајући његово воће и поврће. Главни јунаци су мале животиње: зечеви, веверице, прасићи. Наставак Зец Петар: Скок у авантуру биће објављен 15. јануара 2021. године.

## Радња
Када на фарму господина Грегора дође његов наследник, Тома Грегор, за зеца Петра (у плавом капуту, без панталона, али са ципелама) представља изазов. Убрзо поред непријатеља постаје и његов супарник, јер се Тома заљубљује у сликарку Бибу која је и Петрова сурогат мајка. Сада има јаче разлоге да отера ,,уљеза". Риварство их одводи у велике авантуре изван њихове свакодневнице. Зец Петар мора да се одлучи између славе и породице.

## Улоге
| Лик                | Улога                |
| ------------------ | -------------------- |
| Томa Макгрегор     | Дејан Дедић          |
| Беа Макгрегор      | Тамара Алексић       |
| Мајкл Макгрегор    | Драган Вујић         |
| Петар Зец          | Стефан Бундало       |
| Лула Зец           | Теодора Ристовски    |
| Лепа Зец           | Ива Стефановић       |
| Белорепка Зец      | Милица Јанкетић      |
| Бенџамин Зец       | Александар Радојичић |
| Прасенце Фињаковић | Мирољуб Турајлија    |
| Џејмс Тод          | Слободан Тешић       |
| Тома Јаза          | Лако Николић         |
| Феликс Д'јур       | Милан Антонић        |

## Емитовање
Сони пикчерс анимејшон најавио је филм у децембру 2015. године, који ће бити објављен 23. марта 2018, а који је касније померен за 9. фебруара 2018.

### Медији у Сједињеним Америчким Државама
Зец Петар објављен је на ДВД-у и Блу-реј диску 20. априла 2018, а на Ултра ХД-у 20. априла 2018.

## Критика
Ротен томејтоуз је на основу 144 критика оценио филм са просечном оценом 5.76 од десет. Метакритик је на основу 26 критика оценио филм са просечном оценом 51 од 100, што указује на мешовите и просечне критике. CinemaScore оценио је филм са просечном оценом А-. Емпајер је филм оцеио са 3 од 5 звезда. Роби Колин је у Дејли телеграфу оценио филм са просечном оценом Б, замеривши му што подсећа на Меду Падингтона.

## Популарност
Филм је зарадио 115,3 милиона долара у Сједињеним Америчким Државама и Канади, а 235,9 милиона долара у другим земљама, са свеукупни износом од 351,2 милиона долара. У САД и Канади филм је објављен заједно са Педесет нијанси — ослобођени и 15:17 воз за Париз. Током првог викенда, у 3.725 биоскопа, филм је зарадио 16 милиона долара. Освојио је друго место на благајнама, иза Педесет нијанси — ослобођени, зарадивши 25 милиона долара. Филм је за други викенд пао за 30%, зарадивши 17,5 милиона долара. Освојио је друго место, иза Црног Пантера.
У Великој Британији, Зец Петар је постао најпопуларнији породични филм 2018, престигавши Коко, са 56,3 милиона долара. Филм је емитован и у Кини (26,5 милиона долара), Аустралији (20,2 милиона долара), Француској (12,3 милиона долара) и Немачкој (12,1 милиона долара).

## Награда
| Награда                     | Датум             | Категорија                                      | Резултат   | Реф.   |
| --------------------------- | ----------------- | ----------------------------------------------- | ---------- | ------ |
| Награде по избору тинејџера | 12. август 2018.  | Омиљени научно-фантастични или фантастични филм | Номинација | [ 25 ] |
| Награде по избору тинејџера | 12. август 2018.  | Омиљени глумац у научно-фантастичном филму      | Номинација | [ 25 ] |
| Награда ААКТА               | 3. децембар 2018. | Најбоља сценографија                            | Освојено   | [ 26 ] |
| Награда ААКТА               | 3. децембар 2018. | Најбоља оригинална музика                       | Номинација | [ 26 ] |